# Caso Gerino Núñez
El asesinato de Gerino Núñez fue un caso de especial repercusión en Galicia por
1. Tratarse de un conocido periodista de la sección de sucesos del diario El Progreso.
2. Las extrañas circunstancias que rodearon el crimen y los posteriores hallazgos.
3. El excesivo tiempo que se tardó en resolver el crimen y hallar a su asesino (cuatro años) y la manera fortuita en que se produjo.

## Hechos
El cuerpo sin vida de Gerino fue hallado sumergido en la bañera de su domicilio, con las manos atadas a la espalda y una venda alrededor del cuello. Presentaba cortes en las manos producidos, al parecer, mientras se defendía de su agresor, quien le amenazaba con un cuchillo.
Fue asesinado por Emilio Pérez Vilarchao, de 49 años y natural de Avilés (Principado de Asturias) el 15 de julio de 1991, aunque el caso se resolvió en 1995, cuando Emilio confesó desde prisión, donde cumplía una condena de 65 años por otro triple asesinato.
Aunque no se pudo establecer un móvil para el asesinato de Gerino, Emilio confesó, ante el juez, que lo hizo "para hacerle un favor a un amigo."
Por este crimen fue condenado a otros 20 años de prisión y una indemnización para la familia de Gerino de 15 millones de pesetas (90151,82 euros). En 2012 fue puesto en libertad.

## Hallazgos extraños
Sobre la cama había fotos de la familia dispuestas formando figuras geométricas.
En otra vivienda, propiedad de Gerino, también en Lugo, fue hallada una de sus fotos tachada con una cruz. Además, se notaba un fuerte olor a gas y se encontró un pequeño artefacto explosivo, de fabricación casera, que no llegaría a estallar.
También se tuvo conocimiento de un comentario que realizó Gerino, los días anteriores, a una monja del convento de Valdeflores, en Vivero, a la que le pedía que rezase por él, pues estaba metido en problemas muy gordos.